# Dioscorea orangeana
Dioscorea orangeana är en enhjärtbladig växtart som beskrevs av Paul Wilkin. Dioscorea orangeana ingår i släktet Dioscorea och familjen Dioscoreaceae. Inga underarter finns listade i Catalogue of Life.